# География Мальдив

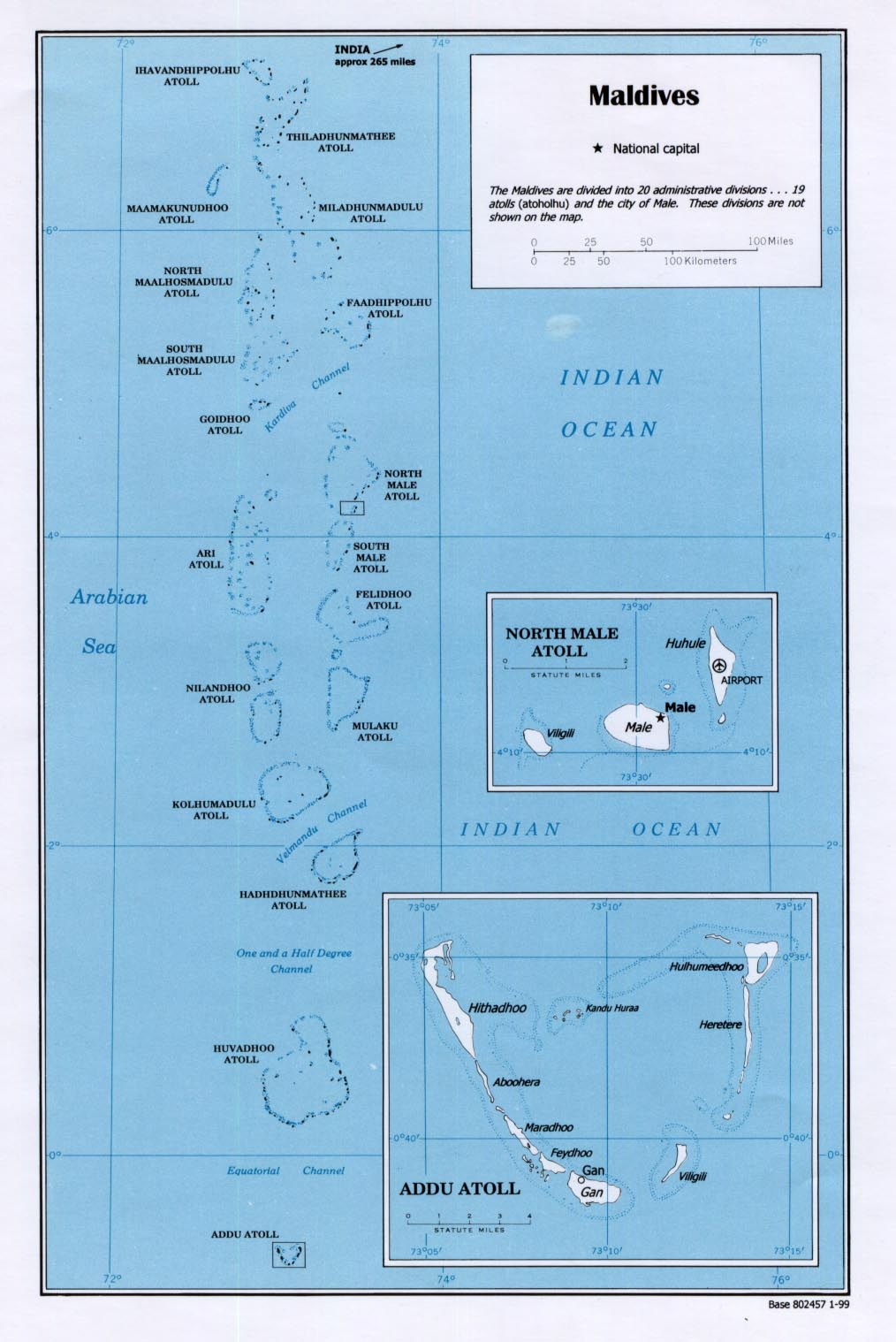

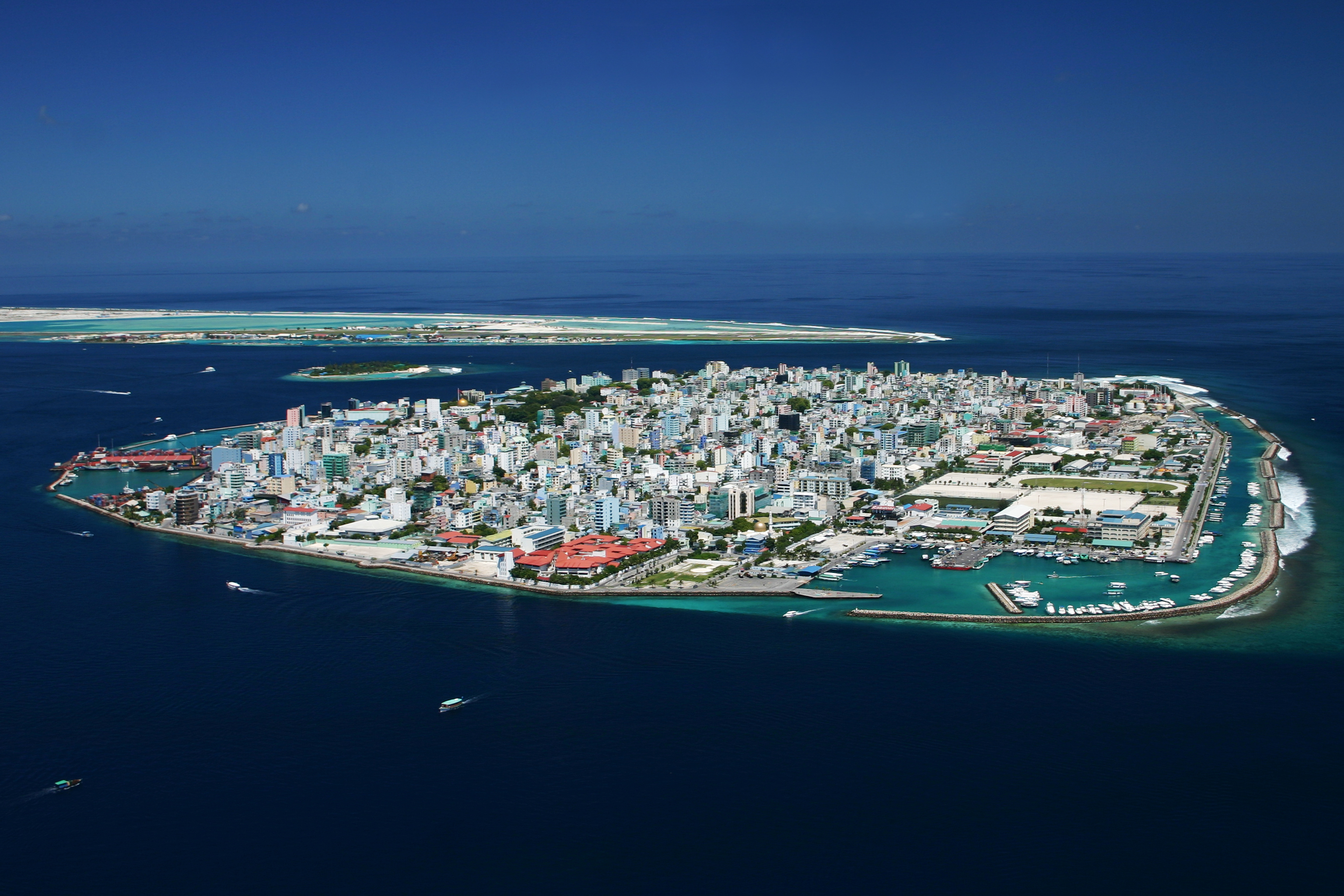
Мале — столица Мальдив

Мальдивская республика расположена в экваториальных водах Индийского океана примерно в 700 км к юго-западу от Шри-Ланки и 340 км к югу от Индии. Длина страны около 750 км (с севера на юг по 73° восточной долготы) и шириной около 120 км (с запада на восток). Состоит из 1196 коралловых островков, сгруппированных в двойную цепь из 26 атоллов, находятся на вершине подводного хребта протянувшегося на 960 километров. Самый крупный остров Мальдив — Ган. Многие из островов Мальдив необитаемы, заселено лишь немногим более 200 островов.
Население — около 395 тыс. человек. Самая большая концентрация — в Мале.
Островки ненамного возвышаются над уровнем океана: самая высокая точка архипелага — на южном атолле Адду (Сиену) — 2,4 м.
Общая площадь — 90 тыс. км², территория суши — 298 км². Береговая линия: 644 км. Столица Мале — единственный город и порт архипелага — расположена на одноимённом атолле.

## Климат
Климат субэкваториальный муссонный. Под действием северо-восточных муссонов сухой с ноября по март и под действием юго-западных муссонов дождливый с июня по август. Жаркая погода весь год, температура воздуха от 24 до 30°. Температура воздуха никогда не опускается ниже +17 °C в январе-феврале и никогда не поднимается выше +37 °C в апреле—мае.

## Водные ресурсы
Постоянных источников воды у Мальдив нет.